# Leucania lanceata
Leucania lanceata är en fjärilsart som beskrevs av Moore 1881. Leucania lanceata ingår i släktet Leucania och familjen nattflyn. Inga underarter finns listade i Catalogue of Life.